# Maria Gevorgian
Pour les articles homonymes, voir Gevorgyan.
Maria Gevorgian (en arménien : Մարիա Գևորգյան) est une joueuse d'échecs arménienne née le 21 décembre 1994 à Erevan (Arménie), grand maître international féminin des échecs. Elle est cinq fois championne d'Arménie d'échecs féminin (2016, 2017, 2019, 2020 et 2023).

## Carrière

### Palmarès dans les compétitions jeunes
À trois ans, Maria Gevorgian apprend à jouer aux échecs auprès de son grand-père, le journaliste sportif Derenik Gevorgyan. Depuis l'âge de sept ans, elle fréquente l'école d'échecs puis l'académie d'échecs. En 2011, à Albena, elle se classe troisième au championnat d'Europe d'échecs de la jeunesse dans la catégorie des filles de moins de 18 ans. En 2012, elle remporte le championnat d'échecs d'Arménie dans la catégorie des filles de moins de 18 ans et le 12e championnat d'Europe d'échecs junior individuel dans la catégorie des filles de moins de 18 ans,.

### Palmarès dans les compétitions adultes
En 2014 et 2015, Maria Gevorgian est vice-championne d'Arménie d'échecs,. Lors du 71e championnat d'Arménie d'échecs en 2016, elle a marqué 8,5 points sur 9 pour s'imposer. En janvier 2017, Maria Gevorgyan marque 6½ points sur 9, et conserve son titre national. Maria Gevorgyan perd son titre en 2018 au profit de Maria Koursova, mais elle le récupère en 2019 et le conserve en 2020,. Maria Gevorgian remporte à nouveau le championnat national féminin en 2023.

## Titres internationaux
Maria Gevorgian est maître FIDE féminin en 2012. Trois ans plus tard, elle devient maître international féminin et, en 2019, la FIDE lui décerne le titre de Grand maître international féminin.